# Agromyza munduleae
Agromyza munduleae este o specie de muște din genul Agromyza, familia Agromyzidae. A fost descrisă pentru prima dată de Seguy în anul 1951.
Este endemică în Madagascar. Conform Catalogue of Life specia Agromyza munduleae nu are subspecii cunoscute.